# Carlos Martínez de Irujo y Tacón
Carlos Martínez de Irujo y Tacón, 1er marquis de Casa Irujo, né le 4 décembre 1765 à Carthagène en Espagne et mort le 17 janvier 1824 à Madrid, fut un homme d'État et diplomate espagnol, secrétaire d'État du royaume d'Espagne à trois reprises, d'abord en 1812, puis par intérim de 1818 à 1819 et enfin pendant quelques semaines de décembre 1823 jusqu'à sa mort en janvier 1824. Il fut également ambassadeur d'Espagne aux États-Unis de 1796 à 1807, ainsi qu'au Brésil et en France. 